# Callorhinchus callorynchus
De olifantvis (Callorhinchus callorynchus) is een vis uit de familie van de ploegneusdraakvissen (Callorhinchidae), die voorkomt in het zuidwesten van de Atlantische Oceaan, het oosten en het zuidoosten van de Grote Oceaan. Met name de Peru, Chili, Argentinië, Uruguay and het zuiden van Brazilië, meestal op een diepte tussen de 90 en 130 m.
De soort kan een lengte bereiken van 89 cm (man) tot 102 cm (vrouw). Zij voeden zich met macrofauna, vooral schelpdieren als slakken en mosselen en borstelwormen.
Callorhinchus callorynchus is plaatselijk voor de visserij van belang, maar is vooral bijvangst bij de visserij op Argentijnse heek.